# 光云大学校
光云大学校（クァンウンだいがっこう、朝鮮語: 광운대학교、英語: Kwangwoon University）は、大韓民国の私立大学。
ソウル特別市蘆原区に本部を置き、学校法人光云学園によって運営されている。

## 沿革
- 1963年12月 - トングク電子工科大学設立認可。
- 1964年10月 - 光云電子工科大学（광운전자공과대학）へ改称。
- 1976年12月 - 光云工科大学（광운공과대학）へ改称。
- 1979年12月 - 大学院を設置。
- 1983年3月 - 光云大学へ改称。
- 1987年10月 - 総合大学に昇格、光云大学校となる。

## 組織

### 大学
- 電子情報工科大学
  - 電子情報通信工学群
    - 電子工学科
    - 電子通信工学科
    - 電子融合工学科

  - コンピュータ工学群
    - コンピュータ工学科
    - コンピュータソフトウェア学科

  - 電気・電子材料工学群
    - 電気工学科
    - 電子材料工学科
    - 情報制御工学科

  - ロボット学部
    - 情報制御専攻
    - 機能システム専攻
- 工科大学
  - 建築工学科
  - 化学工学科
  - 環境工学科
  - 建築学科（5年制）
- 自然科学大学
  - 自然科学群
    - 数学科
    - 電子物理学科
    - 化学科

  - 生活体育学科
- 社会科学大学
  - 行政・産業心理・英語群
    - 行政学科
    - 産業心理学科
    - 英語学科

  - メディア映像学部
    - 新聞放送専攻
    - デジタルメディア専攻
    - 企業コミュニケーション専攻
- 法科大学
  - 法学部
    - 一般法学専攻
    - 国際法務専攻

  - 科学技術法学科
- 経営大学
  - 経営学部
    - 経営学専攻
- 東北亜大学
  - 東北亜通商学部
    - 韓日通商専攻
    - 韓中通商専攻

  - 東北亜文学産業学部
    - 文学交流専攻
    - 文化コンテンツ開発専攻

  - 国際協力学部
    - 国際関係専攻

### 大学院
- 一般大学院
- 特殊大学院
  - 環境大学院
  - 経営大学院
  - 情報コンテンツ大学院
  - 教育大学院
  - 相談（カウンセリング）福祉政策大学院
  - 建設法務大学院